# Sonino (obwód kurski)
Sonino (ros. Сонино) – wieś (ros. деревня, trb. dieriewnia) w zachodniej Rosji, w sielsowiecie nikolnikowskim rejonu rylskiego w obwodzie kurskim.

## Geografia
Miejscowość położona jest 7,5 km od centrum administracyjnego sielsowietu nikolnikowskiego (Makiejewo), 8 km od centrum administracyjnego rejonu (Rylsk), 110 km od Kurska.

## Demografia
W 2010 r. miejscowość zamieszkiwało 30 osób.